# Łuk (herb szlachecki)
Łuk (Łuk napięty) – polski herb szlachecki.

## Opis herbu
W polu czerwonym łuk napięty srebrny, z takąż strzałą. 
Klejnot: Trzy pióra strusie. 
Labry czerwone, podbite srebrem.
Odmiany:
1. W polu czerwonym nad łukiem napiętym ze strzałą, srebrnym, takaż podkowa z zaćwieczonym krzyżem kawalerskim. (herb Kosarzewski)
2. W polu czerwonym łuk napięty ze strzałą na opak, srebrny. Kamiński.
3. Inny klejnot: Wieniec laurowy zielony. Koszycki.

## Najwcześniejsze wzmianki
Wzmianka o herbie pojawia się po raz pierwszy w przywileju nobilitacyjnym nadanym przez króla Stefana Batorego "za usługi jego w dziele rycerskim" rotmistrzowi kozackiemu Kornelowi Onisymowiczowi Perewalskiemu (Przewalskiemu) 10 listopada 1581 w obozie pod Pskowem. Według Wdowiszewskiego oryginalny przywilej miał opiewać na nazwisko Korniło Anisimowicz Perewalski.

## Herbowni
Lista sporządzona została na podstawie wiarygodnych źródeł, zwłaszcza klasycznych i współczesnych herbarzy. Należy jednak zwrócić uwagę na częste zjawisko przypisywania rodom szlacheckim niewłaściwych herbów, szczególnie nasilone w czasie legitymacji szlachectwa przed zaborczymi heroldiami, co zostało następnie utrwalone w wydawanych kolejno herbarzach. Identyczność nazwiska nie musi oznaczać przynależności do danego rodu herbowego. Przynależność taką mogą bezspornie ustalić wyłącznie badania genealogiczne.
Pełna lista herbownych nie jest dziś możliwa do odtworzenia, także ze względu na zniszczenie i zaginięcie wielu akt i dokumentów w czasie II wojny światowej (m.in. w czasie powstania warszawskiego w 1944 spłonęło ponad 90% zasobu Archiwum Głównego w Warszawie, gdzie przechowywana była większość dokumentów staropolskich). Lista nazwisk rodów szlacheckich herbu Łuk pochodzi z Herbarza polskiego Tadeusza Gajla. Jest to dotychczas najpełniejsza lista herbownych, uzupełniana ciągle przez autora przy kolejnych wydaniach Herbarza. Występowanie na liście nazwiska nie musi oznaczać, że konkretna rodzina pieczętowała się tym herbem.
Alechnowicz, Assanowicz.
Bajraszewicz, Bajraszewski, Bałakir, Bernaszewski, Bogusz, Bohdziewicz, Bohusz, Borysowski, 
Choromowicz, Chorumowicz, Churanowicz, Czyczud.
Dargiewicz, Derewiński, Dobszewicz, Drohomirecki.
Eggert, Egort, Ejdziatowicz, Eydziałowicz, Eydziatowicz.
Galer, Gąckiewicz, Gulkiewicz, Gułak.
Halecki, Halkiewicz, Honckiewicz, Hulkiewicz, Huszcza.
Jakowlewicz, Jakóbowicz, Jankiewicz.
Kaliński, Kamieński, Kaszarowski, Kierszański, Kierszniewski, Kirszański, Knichycki, Kniehiniński, Kniehynicki, Knihinicki, Kosanowski, Kosarski, Kosicki, Kossarzewski, Koszarowski, Koszycki, Kośmiński, Kozarewski, Kozarzewski, Krukowicz, Kuleśnicki.
Lewiński.
Łojko, Łoś, Łoyko, Łuk, Łukasiewicz, Łukaszewicz, Łukaszewski, Łukaszowicz, Łukomski, Łukoszewicz, Łukowicz, Łukowski, Łunkiewicz.
Minczewski, Murawski, Murzenko, Murzicz, Murzycz.
Narkiewicz, Nienadkiewicz.
Olechnowicz, Ołyk, Ołyka.
Paluszkiewicz, Paszczyc, Paszyc, Peliski, Piskarewicz, Piskarzewski, Pluskiewicz, Pluszkiewicz, Pniewski, Podwiński, Przedrzymieski, Przedrzymirski, Przedżymirski, Perewalski (nob. 1581) - Przewalski.
Radziewicz, Radzinowicz, Reger, Reniger, Rodkiewicz, Rodziewicz.
Safarewicz, Saffarewicz, Samotyja, Samowicz, Serbin, Snitowski, Suchocki, Sudnik, Sulejman, Sulejmanowicz, Sulimanowicz, Szabłowski, Szafarewicz, Szapka chotalski, Szczucki, Szehidewicz, Szułowski.
Śnitowski.
Tatarowicz, Tatarożyński, Tatarzyński, Tołłoczko, Tołoczko, Torczyński, Tur, Turczynowicz, Turczyński.
Waliński.
Zabłocki, Zabołocki, Zarzycki.
Herbu używało wiele rodzin pochodzenia tatarskiego. Stanisław Dziadulewicz wspomina tego herbu tatarskie książęce rodziny Bajraszewskich, Chorumowiczów, Łosiów, Szczuckich i Szehidewiczów. Inne wymienione przez niego rodziny to: Assanowicze, Jankiewicze, Murawscy, Murzicze, Rodkiewicze, Saffarewicze, Sulejmanowicze, Szabłowscy, Bohdziewicze, Halkiewicze, Hulkiewicze, Paszycowie, Rodziewicze, Tatarowicze, Turowie, Zarzyccy. 

### Znani przedstawiciele
Potomkiem nobilitowanego przez króla Stefana Batorego Kozaka miał być Nikołaj Przewalski – rosyjski geograf, generał, badacz środkowej i wschodniej Azji.
- Ludwik Eydziatowicz
- Stanisław Eydziatowicz
- Maria Rodziewiczówna
- Emil Krukowicz-Przedrzymirski – generał dywizji